# Bandera del Putumayo
La Bandera de Putumayo es el principal símbolo oficial del departamento colombiano de Putumayo, ubicado al sur de Colombia. 

## Disposición y significado de los colores
La bandera es un rectángulo con tres franjas horizontales. La banda negra simboliza al petróleo, también denominado «oro negro», el cual es uno de los principales recursos económicos del Putumayo. La franja verde simboliza la esperanza y las selvas vírgenes que cubren casi en su totalidad al departamento. Y por último, la franja de color blanco simboliza el carácter pacífico del pueblo del Putumayo.